# Хит Микс Ченъл
Хит Микс Ченъл (изписвано като Hit Mix Channel) е български телевизионен канал.

## История
Стартира на 15 декември 2015. Излъчва музикална програма. Предава по кабел и сателит. Телевизията излъчва клипове, продуцирани от компанията „Хит Микс Мюзик“ – предимно попфолк.